# Irkutsk
Irkutsk ou, raramente, Ircutsque (russo:  Иркутск; IPA: [ɪrˈkutsk]) é uma cidade e centro administrativo do óblast homônimo, na Federação Russa. É uma das maiores cidades da Sibéria, com uma população de 593 604 habitantes (Censo de 2002)

## Geografia e clima
A cidade propriamente dita fica junto ao rio Angara.
Localizada na Ásia, possui um clima subpolar de taiga (que segundo a classificação de Koppen-Geiger é DWC), a cidade que está na mesma latitude de cidade de clima temperado e continental (52° de latitude norte) possui um clima de locais de latitudes maiores que 61 de Latitude Norte devido a uma cordilheira que ocorre na Sibéria Oriental, caracterizado por grandes variações de temperatura entre as estações do ano. As temperaturas podem ser bastante elevadas no verão e muito baixas mesmo no Verão.
De acordo com os planos regionais, a cidade formará em breve, juntamente com as cidades-satélite de Shelekhov e Angarsk, uma área metropolitana com mais de um milhão de habitantes.

## Economia
O jornal “The Economist” afirmou em 2007 que a economia desta cidade é uma das mais estáveis da Rússia. Esta assenta na indústria da madeira, do alumínio e dos minerais. Entre as industrias menos significativas citam-se o chá, a agricultura e o turismo.

## Transportes

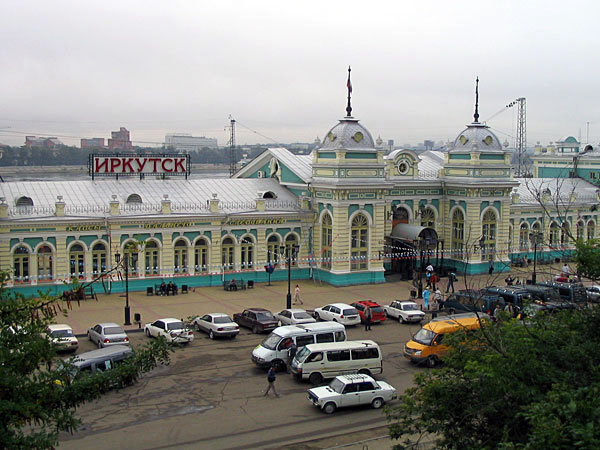
Estação de Caminho de Ferro em Irkutsk

Irkutsk possui importantes estradas e caminhos de ferro como a autoestrada transiberiana que liga a cidade a outras regiões da Rússia e à Mongólia. Além disso, a cidade é servida pelo aeroporto internacional de Irkutsk 
A Estrada federal para Vladivostok passa pelos subúrbios de Irkutsk.

## Cidades gémeas
- Ulan Bator,  Mongólia
- Shenyang,  China

## Imagens de Irkutsk

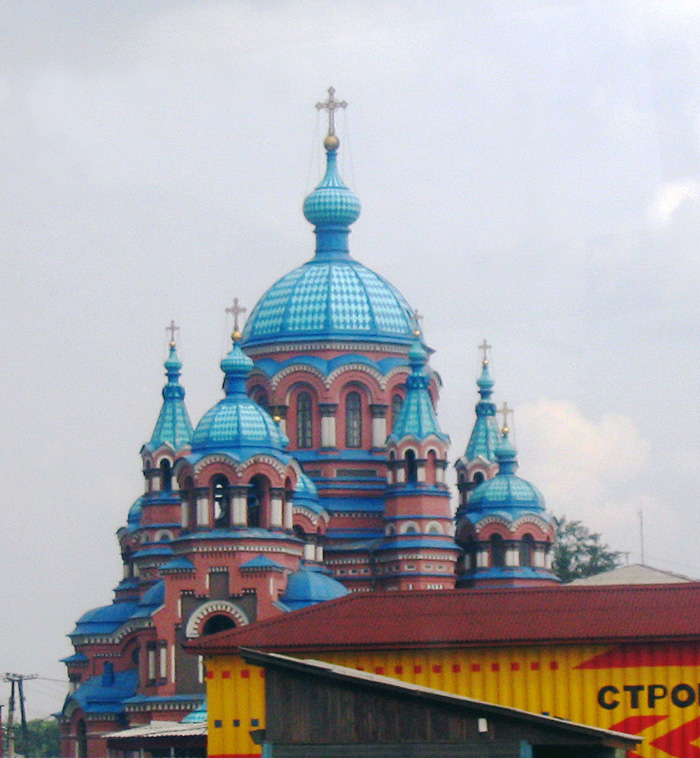
Igreja Kazansky
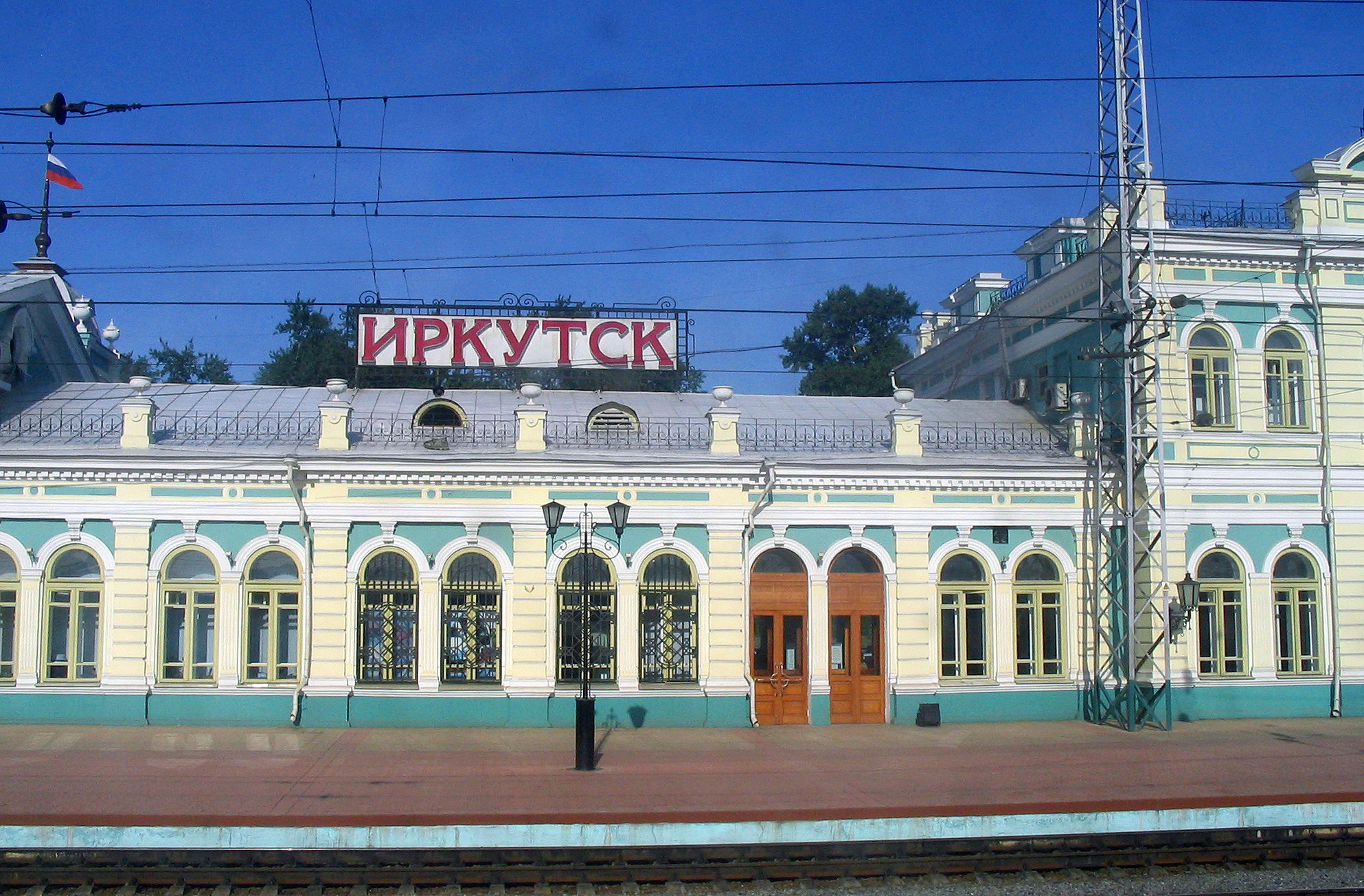
Caminho de Ferro de Irkutsk
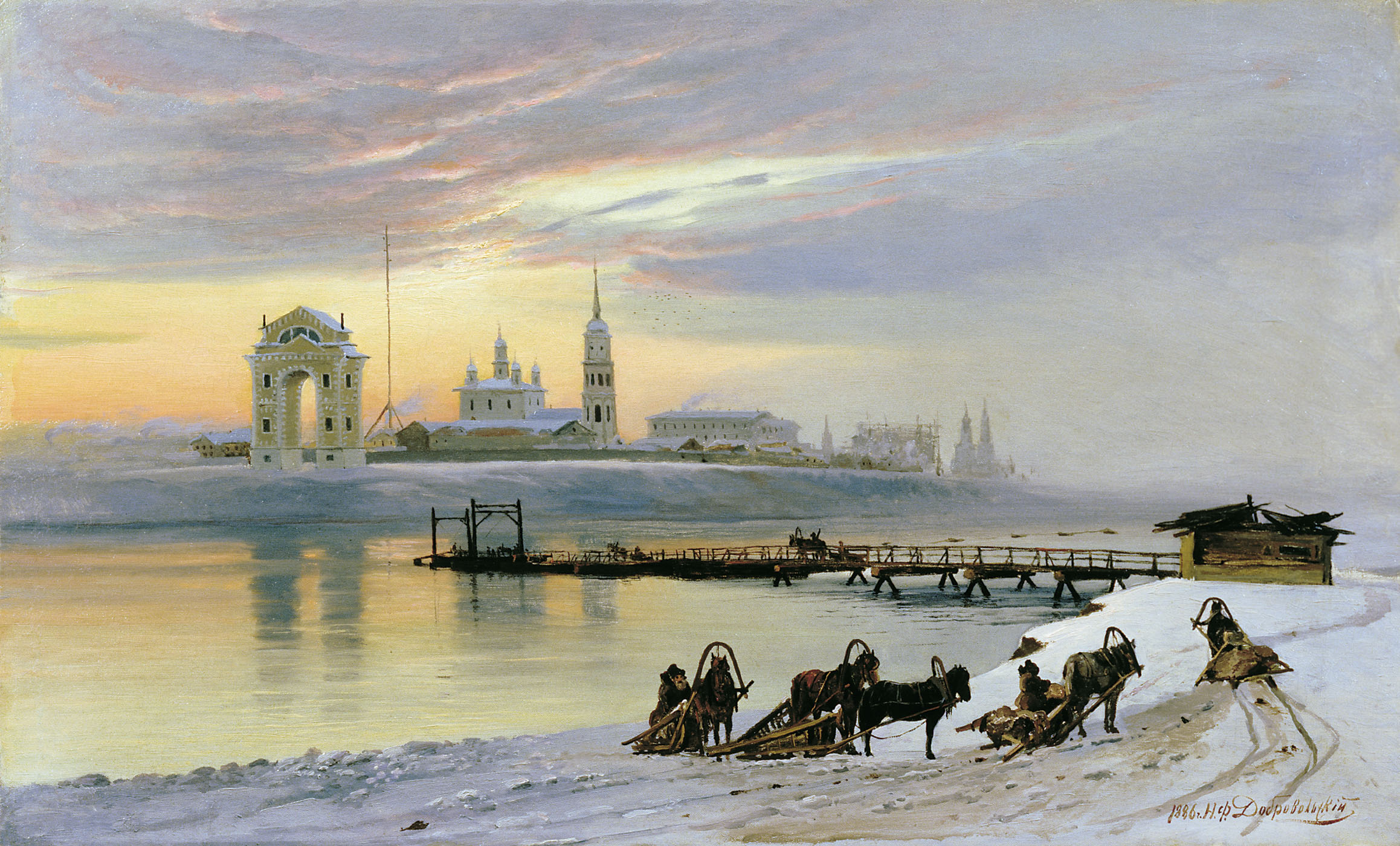
Atravessar o Angara em Irkutsk (1886)
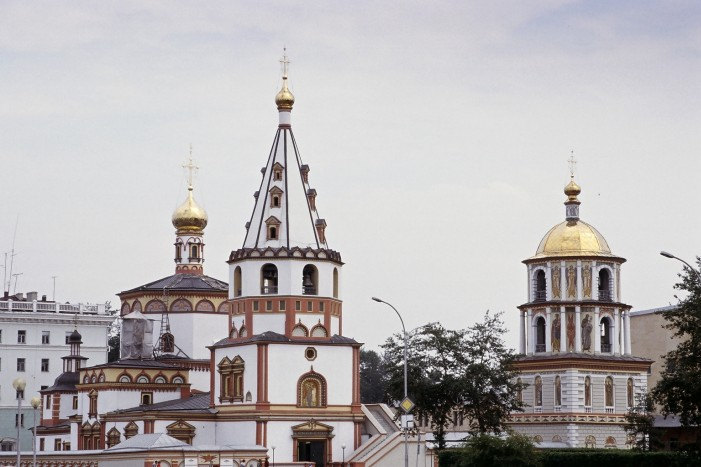
Igreja ortodoxa em Irkutsk
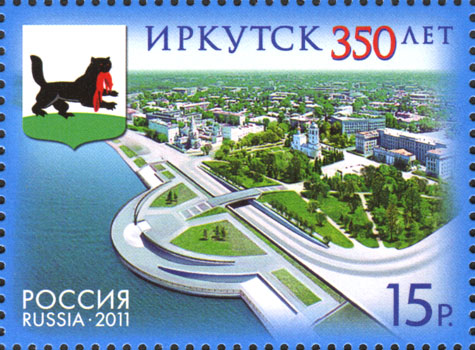
Vista parcial da cidade ilustrando um selo russo de 2011
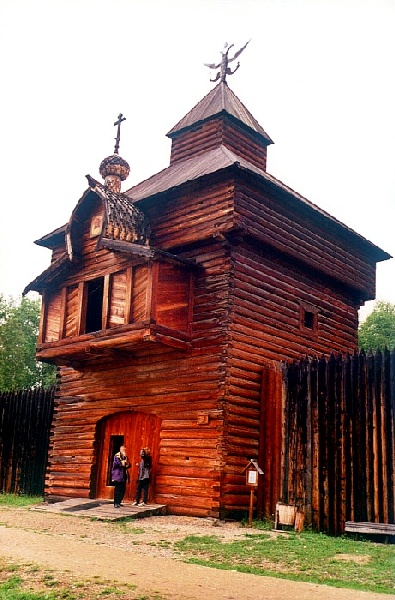
Museu Arquitetônico e Etnográfico Irkutsk "Taltsy"

## Esporte
A cidade de Irkutsk é a sede do Estádio Trud e do FC Zvezda Irkutsk, que participa do Campeonato Russo de Futebol. .

## Outras ligações
- Flickr
- Irkutsk in old and modern photos
- Kyzyl
- «Baikal Club - Articles about lake Baikal by different people from all over the world» (em inglês)